# Real Club Náutico de Palma
El Real Club Náutico de Palma (RCNP) es un club náutico español con sede en la ciudad de Palma de Mallorca (Baleares). Fue fundado en 1948 y pertenece a la Asociación Española de Clubes Náuticos.

## Historia
El club se fundó en 1948, tras la unión del Real Club de Regatas, cuyas raíces databan de 1891, y el Club España, fundado en 1919. Es, por lo tanto, el más antiguo de las Islas Baleares. Ese mismo año organizó el Campeonato del Mundo de la clase Snipe.
En 1951 se celebró la primera edición del Trofeo Ciudad de Palma, la regata con más solera que aún organiza el RCNP. En 1968 comenzó a organizar el Trofeo Su Alteza Real Princesa Sofía, una regata para embarcaciones de la clase Dragon que en 1974 incorporó las clases Soling, 470, Snipe, 420, Finn y Europa, pasando a denominarse Semana Internacional de Palma, y que en la actualidad es una de las regatas de vela ligera más importantes de España.
A comienzos de 1982 organizó la primera edición de la Copa del Rey para cruceros, una de las regatas más importantes que actualmente se celebran en el mar Mediterráneo y en 2004 comenzó a organizar otra importante regata, la PalmaVela, que junta todo tipo de barcos de quilla fija, incluidos los barcos de época, vela latina y vela adaptada.

## Amarres
El Club dispone de 946 amarres, de los cuales 589 son de uso de los socios y el resto por tránsito.